# Tetsuo Kurata
Tetsuo Kakimoto (柿本 哲夫, Kakimoto Tetsuo, nascido em 11 de setembro de 1968), conhecido profissionalmente como Tetsuo Kurata (倉田 てつを, Kurata Tetsuo), é um cantor, modelo e ator de televisão, cinema e teatro japonês. Seu papel mais famoso foi o de Kotaro Minami, o protagonista de Kamen Rider Black e sua sequência, Kamen Rider Black RX.  

## Biografia
Kurata fez o teste para o papel de Kotaro Minami em janeiro de 1987, quando acabava de se formar no ensino médio . Em entrevista de 2006, Kurata afirmou que, durante a audição, não conseguiu retratar o personagem de maneira adequada e não achou que conseguiria o papel. Para sua surpresa, ele foi escolhido pelo próprio Shōtarō Ishinomori para desempenhar o papel principal, vencendo cerca de 8.000 outros competidores.
Em 2009, Kurata retornou como Kotaro Minami no filme Decade: All Riders vs. Dai-Shocker e também fez uma aparição especial em Kamen Rider Decade.
Longe do mundo do entretenimento, Kurata é dono de uma churrascaria chamada Billy the Kid em Kōtō, Tóquio, onde expõe fotos e memorabilia das séries que o trouxeram fama.

## Aparições em programas de TV e filmes
- Kamen Rider Black (1987–1988) – Kotaro Minami/Kamen Rider Black
- Kamen Rider Black RX (1988–1989) – Kotaro Minami/Kamen Rider Black RX
- Kimi no Na Wa (1991)[6]
- Men Who Fight (1992) – Syoji Matsuoka
- Abare Hasshū Goyō Tabi (1992)
- Wataru Seken wa oni Bakari (Temporada 3 ~) (1996 ~) - Akiba Kazuo
- Kamen Rider: Seigi no Keifu (2003) – Kotaro Minami/Kamen Rider Black
- Nogaremono Orin (2007) – Tokugawa Munetake
- Kamen Rider Decade (2009) - Kotaro Minami (RX)/Kamen Rider Black RX, Kotaro Minami (preto)/Kamen Rider Black
- Kamen Rider Decade: All Riders vs. Dai-Shocker (2009) – Kotaro Minami/Kamen Rider Black RX (participação especial)
- Super Hero Taisen GP: Kamen Rider 3 (2015) – Kotaro Minami/Kamen Rider Black/Kamen Rider Black RX
- Satria Garuda BIMA-X (2015) – Ko/Satria Naga (episódios 40 e 41)
- Kamen Rider: Battride War (2016) – Kotaro Minami/Kamen Rider Black/Kamen Rider Black RX
- Kamen Rider: Clímax (2017–2018) – Kotaro Minami/Kamen Rider Black

## Canções de Tokusatsu
(1987) Kamen Rider Black
- Tema de abertura de Kamen Rider Black
- Ore no Seishun Insert Theme/ encerramento Theme Only Spain Dub. Tema de encerramento do 1º filme

(1988) Kamen Rider Black RX
- Tema de Kuroi Yuusha